# Момчил Терзийски
Момчил Викторов Терзийски е български инженер-геодезист.

## Биография
Роден е във Велико Търново, Народна република България. Завършва строителен техникум с архитектура, земеустройство и геодезия, а след това и Университета по архитектура, строителство и геодезия. Работи известно време в частния бизнес, след това в дирекция „Строителство и устройство на територията“ към Община Велико Търново. Назначен е за началник на отдел в Агенцията по геодезия, картография и кадастър, където като такъв участва в преобразуването на планове, карти и регистри в кадастрална карта и кадастрален регистър. В периода 2020 – 2024 г. оглавява Службата по геодезия, картография и кадастър за София град.
На 29 април 2024 г. е назначен за изпълнителен директор на Агенцията по геодезия, картография и кадастър със заповед на министъра на регионалното развитие и благоустройството Виолета Коритарова.